# Tlazolteotl

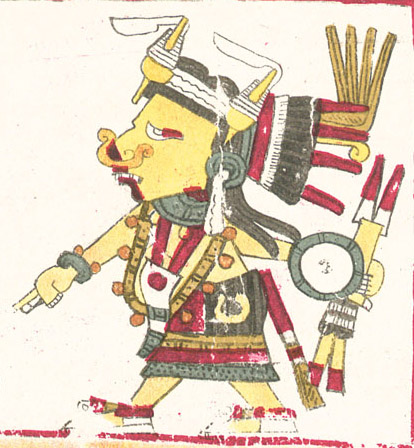
Raffigurazione della dea Tlazoteotl

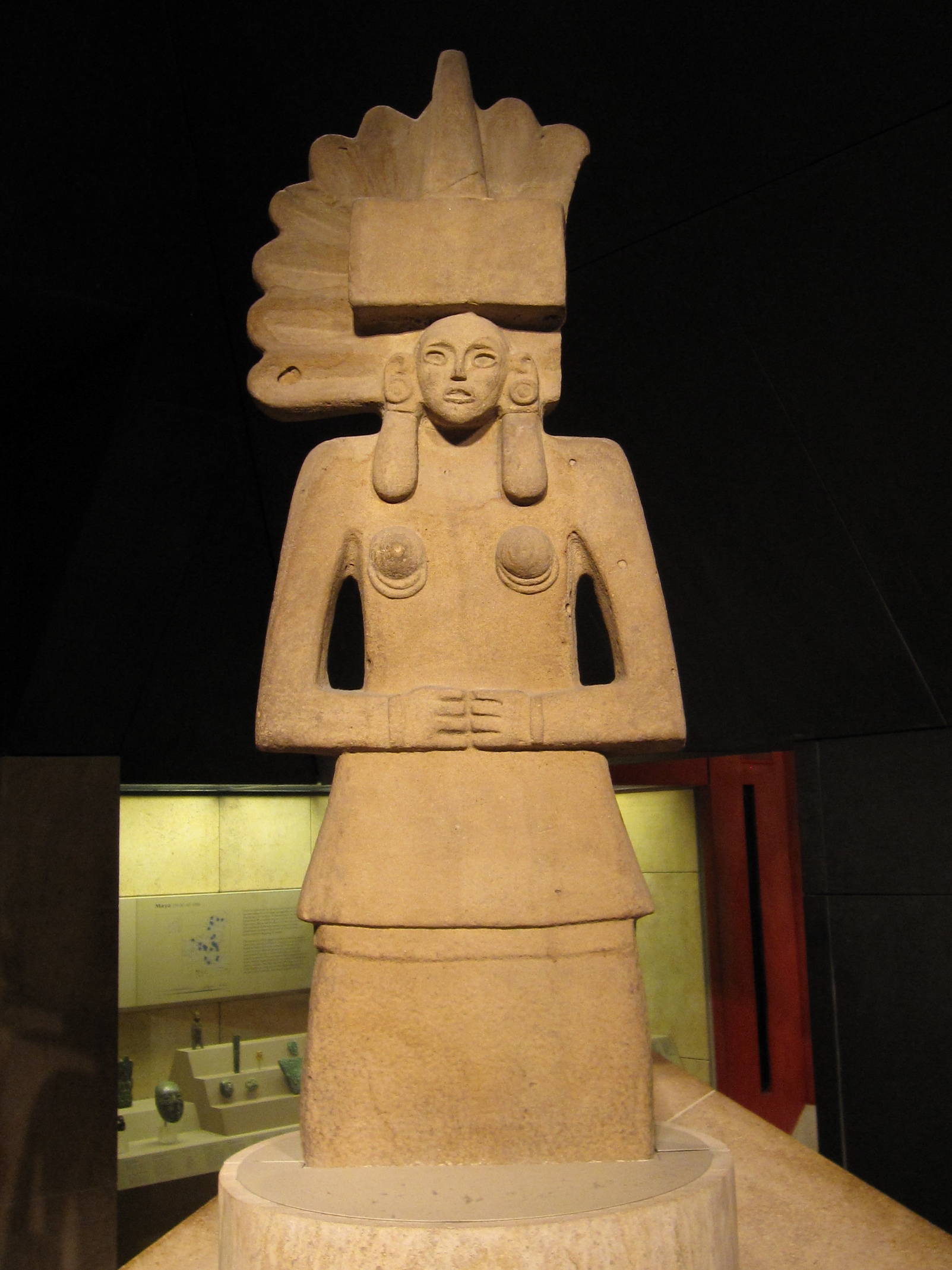
Statua al British Museum

Tlazolteotl, secondo la mitologia azteca, è la dea protettrice della fertilità e della sessualità, della nascita nonché anche una dea-madre.
Veniva definita "mangiatrice di ciò che è sporco" perché faceva visita alle persone che, giunte al termine della loro vita, le confessavano i propri peccati. Lei poi mangiava questa "sporcizia" (i peccati).
Secondo la mitologia azteca è madre di Centeotl, dio del mais, ed è associata alla Luna.
Un altro nome con il quale è conosciuta è Ixcuiname, il cui significato è "dea dalle quattro facce".
Nel calendario azteco (tonalpohualli), Tlazoteotl è associata alla 14ª giornata (Ocelotl = giaguaro), e alla 13ª trecena (Ollin = circolazione).

## Galleria d'immagini

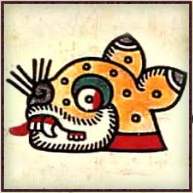
Simbolo di Ocelotl
Simbolo di Ollin